# خاندان مافیایی کورلئونزی
کورلئونزی جناحی از خانواده مافیایی کورلئون در سیسیل بود که در دهه ۱۹۷۰ تشکیل شد. از رهبران سرشناس این جناح می‌توان به لوچیانو لجیو، سالواتوره رینا، برناردو پرووانزانو و لئولوکا باگارلا اشاره کرد.
اعضای کورلئونزی محدود به مافیوزهای شهر کورلئون نبودند. در جریان جنگ دوم مافیا در اوایل دهه ۱۹۸۰، جناح کورلئونزی در مقابل جناح پالرمویی‌ها قرار گرفت که توسط گائتانو بادالامنتی، استفانو بونته و سالواتوره اینزریلو نمایندگی می‌شد. پیروزی کورلئونزی‌ها و صعود توتو رینا دوران جدیدی در تاریخ مافیای سیسیل آغاز کرد. بین سال‌های ۱۹۹۲ تا ۱۹۹۳، کورلئونزی‌ها دوره‌ای از حملات علیه دولت را آغاز کردند که به پیمان دولت-مافیا منجر شد.

## تاریخچه
آغاز
در فوریه ۱۹۷۱، لوسیانو لجیو، رئیس اول خاندان کورلئونزی، دستور آدم‌ربایی آنتونیو کاروزو، پسر صنعتگر جاکومو کاروزو و همچنین پسر سازنده فرانچسکو واسالو در پالرمو را صادر کرد. لجیو به قتل دادستان کل سیسیل، پیترو اسکالیونه، که در ۵ مه ۱۹۷۱ به همراه محافظ پلیسش آنتونیو لو روسو به ضرب گلوله کشته شد، مرتبط بود. او به یک فراری تبدیل شد و سرانجام در ۱۶ مه ۱۹۷۴ در میلان دستگیر شد. در سال ۱۹۷۵ به حبس ابد محکوم شد. تا پایان دهه ۱۹۷۰، دستیارش سالواتوره رینا، که او نیز یک فراری بود، کنترل خاندان کورلئونزی را در دست داشت.
جنگ مافیا
رقبای اصلی کورلئونزی استفانو بونتاد، سالواتوره اینزریلو و تانو بادالامنتی، روسای خاندان‌های قدرتمند مافیا در پالرمو بودند. بین سال‌های ۱۹۸۱ تا ۱۹۸۳، بونتاد و اینزریلو، به همراه بسیاری از همکاران و اعضای خانواده‌های مافیایی و خونی خود، کشته شدند. در این دوره تا هزار کشته گزارش شده است، زیرا سالواتوره رینا و کورلئونزی به همراه متحدانشان، رقبای خود را از بین بردند. تا پایان جنگ، کورلئونزی به طور مؤثر بر مافیا حکومت می‌کردند و در سال‌های بعد سالواتوره رینا با حذف متحدان کورلئونزی، مانند فیلیپو مارکز، جوزپه گرکو و روساریو ریکوبونو، نفوذ خود را افزایش داد. در فوریه ۱۹۸۰، توماسو بوشتا برای فرار از جنگ دوم مافیا که توسط سالواتوره رینا تحریک شده بود، به برزیل گریخت.
مقابله با قانون
در حالی که پیشینیان سالواتوره رینا رده پایینی داشتند و برخی در اجرای قانون حتی وجود مافیا را زیر سؤال می‌بردند، سالواتوره رینا دستور قضات، پلیس‌ها و دادستان‌ها را صادر کرد تا مقامات را بترساند. قانونی برای ایجاد جرم جدید عضویت در مافیا و مصادره اموال مافیا توسط پیو لا توره، دبیر حزب کمونیست ایتالیا در سیسیل، معرفی شد، اما به مدت دو سال در پارلمان معطل ماند. لا توره در ۳۰ آوریل ۱۹۸۲ به قتل رسید. در مه ۱۹۸۲، دولت ایتالیا کارلو آلبرتو دالا چیزا، ژنرال کارابینیری، را به سیسیل فرستاد تا مافیا را سرکوب کند. با این حال، مدت کوتاهی پس از ورود، در ۳ سپتامبر ۱۹۸۲، او به همراه همسرش، امانوئلا ستتی کارارو، و راننده محافظش، دومنیکو روسو، در مرکز شهر به ضرب گلوله کشته شد. در پاسخ به نگرانی عمومی درباره شکست در مبارزه مؤثر با سازمانی که سالواتوره رینا رهبری می‌کرد، قانون لا توره ده روز بعد تصویب شد. در ۱۱ سپتامبر ۱۹۸۲، دو پسر بوشتا از همسر اولش، بندتو و آنتونیو، ناپدید شدند و هرگز پیدا نشدند، که این امر همکاری او با مقامات ایتالیایی را برانگیخت. این امر به دنبال مرگ برادرش وینچنزو، دامادش جوزپه جنووا، برادر زنش پیترو و چهار برادرزاده‌اش، دومنیکو و بندتو بوشتا، و اورازیو و آنتونیو دامیگو، رخ داد. بوشتا در ۲۳ اکتبر ۱۹۸۳ در سائو پائولو، برزیل، دوباره دستگیر شد و در ۲۸ ژوئن ۱۹۸۴ به ایتالیا تحویل داده شد. بوشتا درخواست کرد تا با قاضی ضد مافیای جووانی فالکونه صحبت کند و زندگی خود را به عنوان یک خبرچین، که به آن پنتیتو می‌گویند، آغاز کرد.
محاکمه بزرگ
بوشتا اولین مافیوز سیسیلی با رده بالا بود که به یک خبرچین تبدیل شد. او فاش کرد که مافیا یک سازمان واحد است که توسط یک کمیسیون، یا کوپولا (گنبد)، رهبری می‌شود، و بنابراین ثابت کرد که سطح بالای اعضای مافیا در تمام جنایات سازمان شریک هستند. بوشتا به قضات فالکونه و پائولو بورسلینو کمک کرد تا در مبارزه با جنایت سازمان‌یافته موفقیت‌های قابل توجهی به دست آورند که منجر به محکومیت ۴۷۵ عضو مافیا و محکومیت ۳۳۸ نفر در محاکمه بزرگ شد.
بمب‌گذاری‌ها
در تلاشی برای منحرف کردن منابع تحقیقاتی از افشاگری‌های کلیدی بوشتا، سالواتوره رینا دستور یک جنایت تروریستی، بمب‌گذاری قطار ۹۰۴ در ۲۳ دسامبر ۱۹۸۴ را صادر کرد؛ ۱۷ نفر کشته و ۲۶۷ نفر زخمی شدند. این حادثه به عنوان "قتل عام کریسمس" (Strage di Natale) شناخته شد و در ابتدا به افراط‌گرایان سیاسی نسبت داده شد. تنها چند سال بعد، زمانی که پلیس در جستجوی مخفیگاه جوزپه کالو به مواد منفجره از همان نوع مورد استفاده در قطار ۹۰۴ برخورد، مشخص شد که مافیا پشت این حمله بوده است.
محکومیت سالواتوره رینا
به عنوان بخشی از محاکمه بزرگ، سالواتوره رینا به دو حبس ابد غیابی محکوم شد. سالواتوره رینا امیدوار بود که فرآیند طولانی تجدیدنظر که اغلب مافیوزهای محکوم را آزاد می‌کرد، او را نجات دهد و در حالی که پرونده‌ها به دادگاه‌های بالاتر می‌رفت، کمپین قتل مقامات را متوقف کرد. هنگامی که محکومیت‌ها توسط دیوان عالی کشور در ژانویه ۱۹۹۲ تأیید شد، شورای روسای ارشد به رهبری سالواتوره رینا با دستور ترور سالواتوره لیما (به این دلیل که او متحد جولیو آندریوتی بود) و جووانی فالکونه واکنش نشان دادند.
بمب‌گذاری‌های ۱۹۹۲-۱۹۹۳
در ۲۳ مه ۱۹۹۲، فالکونه، همسرش فرانچسکا مورویلو و سه افسر پلیس در بمب‌گذاری کاپاچی در بزرگراه A29 خارج از پالرمو کشته شدند. دو ماه بعد، بورسلینو به همراه پنج افسر پلیس در ورودی آپارتمان مادرش با یک ماشین بمب‌گذاری شده در ویا داملیو کشته شد. هر دو حمله توسط سالواتوره رینا دستور داده شده بود. ایگنازیو سالوو، که به سالواتوره رینا توصیه کرده بود فالکونه را نکشد، خودش در ۱۷ سپتامبر ۱۹۹۲ به قتل رسید. مردم هم از مافیا و هم از سیاستمدارانی که احساس می‌کردند به اندازه کافی از فالکونه و بورسلینو محافظت نکرده‌اند، خشمگین بودند. دولت ایتالیا در پاسخ دستور یک سرکوب گسترده علیه مافیا را صادر کرد.
افول
در ۱۵ ژانویه ۱۹۹۳، کارابینیری سالواتوره رینا را در ویلااش در پالرمو دستگیر کرد. او به مدت ۲۳ سال یک فراری بود. پس از دستگیری سالواتوره رینا، شکافی در میان کورلئونزی ایجاد شد و یک سری بمب‌گذاری توسط کورلئونزی در چندین نقطه توریستی در سرزمین اصلی ایتالیا رخ داد - بمب‌گذاری ویای دئی جورجوفیلی در فلورانس، قتل عام ویای پالسترو در میلان و پیازا سان جووانی در لاتران و ویای سان تئودورو در رم، که منجر به کشته شدن ۱۰ نفر و زخمی شدن ۹۳ نفر و همچنین خسارات شدید شد. در مجموع، سالواتوره رینا به ۲۶ حبس ابد محکوم شد و دوران محکومیت خود را در سلول انفرادی گذراند.
دستگیری‌های بعدی
جووانی بروسکا - یکی از قاتلان سالواتوره رینا که شخصاً بمبی را که فالکونه را کشت منفجر کرد و پس از دستگیری در سال ۱۹۹۶ به یک شاهد دولتی (پنتیتو) تبدیل شد - نسخه‌ای بحث‌برانگیز از دستگیری توتو رینا ارائه داد: یک معامله مخفی بین افسران کارابینیری، مأموران مخفی و روسای کوزا نوسترا که از دیکتاتوری جناح سالواتوره رینای کورلئونزی خسته شده بودند. به گفته بروسکا، پروونزانو سالواتوره رینا را در ازای آرشیو ارزشمند مدارک مخرب که سالواتوره رینا در آپارتمانش در ویای برنینی ۵۲ در پالرمو نگه داشته بود، "فروخت".
برخی از محققان معتقد بودند که بیشتر کسانی که برای کوزا نوسترا قتل انجام می‌دادند، فقط به لئولوکا باگارلا پاسخ می‌دادند، و در نتیجه باگارلا در واقع قدرت بیشتری نسبت به برناردو پروونزانو، که جانشین رسمی سالواتوره رینا بود، داشت. گزارش شده است که پروونزانو در مورد حملات تروریستی اعتراض کرد، اما باگارلا با طعنه پاسخ داد و به پروونزانو گفت که تابلویی بپوشد که روی آن نوشته شده باشد: "من ربطی به قتل عام‌ها ندارم".
در ۲۴ ژوئن ۱۹۹۵، باگارلا دستگیر شد، پس از چهار سال فرار. در مجموع، باگارلا به ۱۳ حبس ابد به علاوه ۱۰۶ سال و ده ماه، و شش سال سلول انفرادی محکوم شد.
پروونزانو سپس زمام امور کورلئونزی را به دست گرفت. پروونزانو از سال ۱۹۶۳ از قانون فراری بود. پروونزانو سرانجام در ۱۱ آوریل ۲۰۰۶، توسط پلیس ایتالیا در نزدیکی زادگاهش، کورلئونه، دستگیر شد. پس از دستگیری پروونزانو، قدرت کورلئونزی به شدت کاهش یافت.

## وابستگی و قدرت کورلئونزی‌ها
اعضای کورلئونزی محدود به مافیوزهای شهر کورلئونه نبودند. روسای مافیای کورلئونه افرادی را به عنوان "مردان افتخار" معرفی می‌کردند که لزوماً اهل کورلئونه نبودند و وضعیت آنها از سایر اعضای کوزای کورلئونه و دیگر خانواده‌های مافیا پنهان نگه داشته می‌شد. اعضای دیگر خانواده‌های مافیا که به سالواتوره رینا و پروونزانو پیوسته بودند نیز کورلئونزی نامیده می‌شدند و ائتلافی را تشکیل دادند که در دهه‌های 1980 و 1990 بر مافیا تسلط داشت. این گروه را می‌توان نوعی کوزا نوسترا موازی دانست. (به عنوان مثال، جووانی بروسکا از خانواده مافیای سن جوزپه جاتو بخشی از جناح کورلئونزی محسوب می‌شد).
توصیف رهبران کورلئونزی
پنتیتو (خبرچین مافیا) آنتونیو کالدرونه توصیفات دست اولی از رهبران کورلئونزی ارائه داد: لوسیانو لجیو، توتو رینا و برناردو پروونزانو. در مورد لجیو، کالدرونه گفت:
"او عاشق کشتن بود. نگاهش می‌توانست هر کسی را بترساند، حتی ما مافیوزها را. کوچکترین چیزی او را تحریک می‌کرد و سپس نوری عجیب در چشمانش ظاهر می‌شد که سکوت  وحشت آوری را ایجاد می‌کرد. وقتی در حضورش بودی، باید مراقب نحوه صحبت کردن می‌بودی. لحن اشتباه، یک کلمه سوءتفاهم‌برانگیز، و ناگهان آن سکوت. همه چیز فوراً ساکت و ناراحت‌کننده می‌شد و بوی مرگ در هوا می‌پیچید."
کالدرونه در مورد سالواتوره رینا و پروونزانو گفت: "روسای کورلئونه اصلاً تحصیل‌کرده نبودند، اما حیله‌گر و شیطانی بودند. آنها هم باهوش و هم وحشی بودند، ترکیبی نادر در کوزا نوسترا." او توتو رینا را اینگونه توصیف کرد: "باورنکردنی‌گونه نادان، اما بینش و هوش داشت و فهمیدن و پیش‌بینی کردنش بسیار سخت بود." سالواتوره رینا آرام صحبت می‌کرد، بسیار متقاعدکننده بود و اغلب بسیار احساساتی بود. او از قوانین ساده دنیای خشن و باستانی روستاهای سیسیل پیروی می‌کرد، جایی که زور تنها قانون است و هیچ تناقضی بین مهربانی شخصی و خشونت شدید وجود ندارد. کالدرونه گفت: "فلسفه او این بود که اگر انگشت کسی درد می‌کرد، بهتر بود تمام بازویش را قطع کنند تا مطمئن شوند."
استراتژی صعود به قدرت
پنتیتوی دیگر، لئوناردو مسینا، توضیح داد که چگونه کورلئونزی‌ها به قدرت رسیدند:
"آنها با کشتن آهسته آهسته همه به قدرت رسیدند... ما نوعی شیفته آنها بودیم چون فکر می‌کردیم با حذف روسای قدیمی، ما روسای جدید خواهیم شد. بعضی‌ها برادرشان را کشتند، دیگران پسرعمویشان را و غیره، چون فکر می‌کردند جای آنها را خواهند گرفت. اما به تدریج، (کورلئونزی‌ها) کنترل کل سیستم را به دست گرفتند... اول از ما استفاده کردند تا روسای قدیمی را حذف کنیم، سپس همه کسانی که سرشان را بالا گرفته بودند را از بین بردند، مثل پینو گرکو (معروف به اسکارپوزدا، کفش کوچک)، ماریو پرستیفیلیپو و وینچنزو پوچیو... حالا فقط مردان بی‌شخصیتی مانده‌اند که عروسک‌های خیمه‌شب‌بازی آنها هستند."
این روایات نشان می‌دهد که کورلئونزی‌ها چگونه از طریق ترکیبی از خشونت بی‌رحمانه، حیله‌گری و استراتژی‌های حساب‌شده توانستند بر مافیای سیسیل مسلط شوند و ساختار سنتی کوزا نوسترا را به نفع خود تغییر دهند. آنها با ایجاد ترس و وحشت و همچنین با فریب دادن متحدان موقت خود، توانستند موقعیت خود را تثبیت کنند و رقبا را یکی پس از دیگری از سر راه بردارند.